# Luigi Luzzatti
Luigi Luzzatti (n. 1 martie 1841, Veneția, Imperiul Austriac – d. 29 martie 1927, Roma, Regatul Italiei) a fost un politician italian.